# Стар Вали (Аризона)
Стар Вали (енгл. Star Valley) град је у америчкој савезној држави Аризона. По попису становништва из 2010. у њему је живело 2.310 становника.

## Демографија
Према попису становништва из 2010. у граду је живело 2.310 становника.
| Група             | 2010.         |
| Белци             | 2.005 (86,8%) |
| Афроамериканци    | 5 (0,2%)      |
| Азијати           | 12 (0,5%)     |
| Хиспаноамериканци | 229 (9,9%)    |
| Укупно            | 2.310         |